# Molybdiet

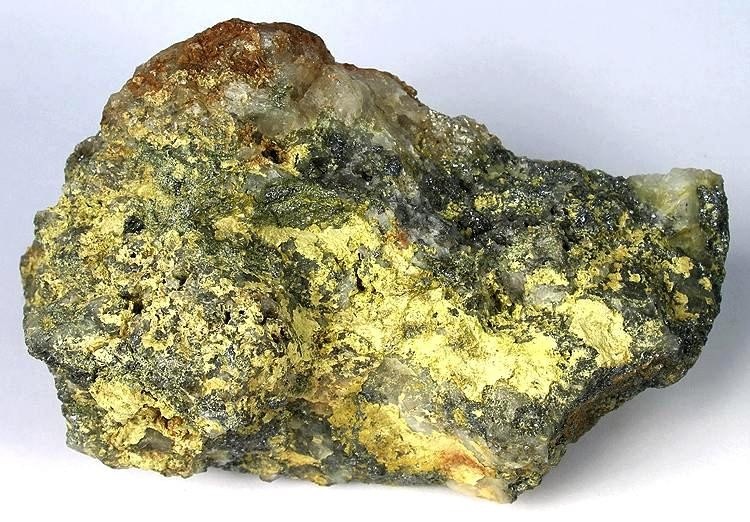

Het mineraal molybdiet is een molybdeen-oxide met de chemische formule MoO3. Het behoort tot de molybdaten.

## Eigenschappen
Het kleurloze tot groengele molybdiet heeft een witte streepkleur en een perfecte splijting volgens kristalvlak [100] en duidelijk volgens kristalvlak [001]. De gemiddelde dichtheid is 4,72 en de hardheid is 3 tot 4. Het kristalstelsel is orthorombisch en het mineraal is niet radioactief.

## Naamgeving
De naam van het mineraal molybdiet is afgeleid van de samenstelling.